# Самсонов Гаврило Семенович
Гаврило Семенович Самсонов (1922, Хаптагай, Якутська АРСР — 26 грудня 1966, там же) — якутський агротехнік-овочівник, Герой Соціалістичної Праці (1957).

## Біографія
Народився в якутській селянській родині. Закінчив початкову школу.
З 1939 року працював у колгоспі ім. В.І. Леніна (Мегіно-Кангаласький район). У 1940 році закінчив бухгалтерські курси. У 1941-1942 роки служив у Червоній Армії. З 1942 року перебував на рахунково-бухгалтерській роботі в колгоспі, працював у районній конторі Держбанку.
У 1948 році очолив бригаду городників колгоспу ім. В.І. Леніна. Створював нові стійкі і високоврожайні сорти овочів, придатні для кліматичних умов Якутії; впровадив метод загартовування насіння. Шляхом схрещування сортів «Спартак» та «Бізон» ним вирощений сорт помідора «Гібрид Хаптагайський», давав урожай від 224 до 394 центнерів з гектара.
У 1953 році вступив у КПРС. Обирався членом Якутського обкому партії, депутатом районної та місцевої рад депутатів трудящих.

## Нагороди
- медаль "Серп і Молот" Героя Соціалістичної праці і орден Леніна (1.10.1957) — за видатні виробничі досягнення і великий внесок, внесений в освоєння і впровадження нових прогресивних методів праці в промисловості і сільському господарстві Якутської АРСР
- орден «Знак Пошани» (30.4.1966)
- Золота і срібна медалі ВДНГ.

## Пам'ять
У селі Хаптагай Г.С. Самсонову встановлено пам'ятник.